# Rock DJ (Robbie Williams-dal)
A Rock DJ című dal Robbie Williams brit popénekes dala, amely 2000 nyarán jelent meg az énekes negyedik albumán, a Sing When You’re Winning-en. A szám Barry White dala, az It's Ecstacy When You Lay Down Next To Me alapján született.

## Videó
A dal videóklipjét Vaughan Arnell rendezte, a klip nagy vitát váltott ki, meghökkentő volta miatt. A videó úgy indul, hogy Williams egy görkoris diszkóban táncol, lányok görkorcsolyáznak körülötte, ő próbálja felhívni magára a DJ lány figyelmét, levetkőzik, de nem ér el semmilyen hatást sem. Egészen addig, amíg nem el nem kezdi levetni a bőrét, izmait a körülötte táncoló lányokra dobálja, egészen csontvázig "vetkőzik". A végén elnyeri a DJ figyelmét, aki már a csontvázzal táncol. A videóklip ezzel a felirattal zárul: "A videó készítése közben az énekes nem sérült meg".
A klip végét (onnan kezdve, hogy Williams leveti a bőrét) több európai zenecsatorna cenzúrázta: a Viva TV, az MCM, az Music Television, a The Box (angol csatorna). A VH1 csatorna úgy döntött, hogy saját videóklipjét használja a dalhoz, amiben stúdiófelvételek vannak. Követve azoknak a csatornáknak a példáját, amelyek a vágatlan klipet sugározták, Bulgária zenei tévécsatornája az MM, és a kanadai tv-csatorna a MusiquePlus napközben a vágott klipet, éjszaka pedig a vágatlant sugározták. 2001-ben a Rock DJ elnyerte az MTV Video Music Award Legjobb Speciális Effektnek járó díját. 2006-ban a nézők megválasztották az MTV hetedik legütősebb videóklipjévé és 2007-ben a klip 48. lett a MuchMusic 50 Legvitatottabb Videóklipjének listáján.
| #        | Kiadó cég | Ország | Formátum    | Megjelent       | Produkciós cég | Rendező        | Producer  | Kiadó        |
| -------- | --------- | ------ | ----------- | --------------- | -------------- | -------------- | --------- | ------------ |
| 1 verzió | Chrysalis | UK     | zenei video | 2000. augusztus | Godman         | Vaughan Arnell | Jo Godman | Simon Hilton |

## Amerikai visszhang
Bár a Rock DJ megjelent a Sing When You’re Winning lemezen, az Amerikai Egyesült Államokban nem jelent meg kislemezként. Ennek ellenére a Billboard Hot Dance Club Play slágerlistáján a 24. helyet érte el, és meghökkentő videóklipjének köszönhetően felfigyeltek rá Amerikában. A vitatott videó miatt a Rock DJ-video megkapta a Music Television Video Music Award-ját a speciális effektekért, és szerepelt az amerikai Fuse TV Pants-Off Dance-Off című műsorában.
Az Egyesült Királyságban a Top of The Pops-on leadták egyszer, de másodszor már nem.
Az MTV2 csatornán teljes egészében lejátszották a videóklipet egy különleges ranglistán, amely a csatorna történetének legvitatottabb videóklipjeit mutatta be.

## Siker
A dal Williams harmadik 1. helyezést elért kislemeze lett az Egyesült Királyságban. A BPI platinalemeznek minősítette több, mint 600 000 eladott példánnyal. A dal Európában is hatalmas siker lett, a legtöbb országban a top 10-be került. Ez volt az a dal, ami első helyezést ért el Új-Zélandon, Argentínában és Mexikóban. Ausztráliában is az első ötbe került, mivel 70 000 példány fogyott el belőle. Az ARIA itt is platinalemeznek nyilvánította. Ennek ellenére USA-ban a dal mérsékelt sikert aratott, a Billboard Hot Dance Club Play listáján csak a 24. lett, és a Hot 100-re nem is sikerült felkerülnie. A kislemezből világszerte majdnem 4 millió darabot adtak el.

### Díjak
- A dal a 2000-es MTV Europe Music Awards Legjobb dal kategóriában lett győztes.
- A Brit Awards Legjobb kislemeznek járó díját nyerte el, ugyancsak 2000-ben.
- A Rock DJ videóklipje 2010 februárjában a 3. helyen végzett a 4Music 50 Legnagyobb Pop Video szavazáson.

A Top 10:
1. Thriller – Michael Jackson
2. Toxic – Britney Spears
3. Rock DJ – Robbie Williams
4. Virtual Insanity – Jamiroquai
5. Single Ladies (Put a Ring on It) – Beyoncé
6. Weapon Of Choice – Fatboy Slim
7. Poker Face – Lady Gaga
8. Take On Me – A-Ha
9. Vogue – Madonna
10. Like A Prayer – Madonna

## Formátumok és a dalok listája
A Rock DJ című dal alábbi formátumai jelentek meg:
Angliai CD

(Megjelent 2000. július 31.)
1. "Rock DJ" – 4:17
2. "Talk To Me" – 3:30
3. "Rock DJ" [Player one Remix] – 5:37

Angliai DVD

(Megjelent 2000. július 31.)
1. "Rock DJ" Music Video
2. "Making Of Rock DJ" Short Documentary

Nemzetközi Maxi CD

(Megjelent 2000. augusztus 14.)
1. "Rock DJ" – 4:17
2. "Talk To Me" – 3:30
3. "Rock DJ" [Player one Remix] – 5:37
4. "Rock DJ" Enhanced Video

## Eladási statisztika
| Ország             | Minősítés    | Eladás   |
| ------------------ | ------------ | -------- |
| Ausztrália         | platinalemez | 70,000+  |
| Új-Zéland          | aranylemez   | 7,500+   |
| Egyesült Királyság | platinalemez | 600,000+ |

## Helyezések
| Slágerlista (2000)                 | Csúcs pozíciók |
| ---------------------------------- | -------------- |
| Egyesült Királyság Kislemez Lista  | 1              |
| Argentína Kislemez Lista           | 1              |
| Írország Kislemez Lista            | 1              |
| Olaszország Kislemez Lista         | 3              |
| Mexikó Kislemez Lista              | 1              |
| Új-Zéland Kislemez Lista           | 1              |
| Litvánia Kislemez Lista            | 2              |
| United World Chart                 | 3              |
| Ausztrália Kislemez Lista          | 4              |
| Ausztria Kislemez Lista            | 7              |
| Norvégia Kislemez Lista            | 8              |
| Németország Kislemez Lista         | 9              |
| Svájc Kislemez Lista               | 9              |
| Hollandia Kislemez Lista           | 11             |
| Finnország Kislemez Lista          | 15             |
| Belgium (vallon) Kislemez Lista    | 16             |
| Belgium (flamand) Kislemez Lista   | 18             |
| Svédország Kislemez Lista          | 18             |
| U.S. Billboard Hot Dance Club Play | 24             |
| Franciaország Kislemez Lista       | 40             |

## Külső hivatkozások
- [halott link] A Rock DJ vágatlan videóklipje